# Ораторское искусство

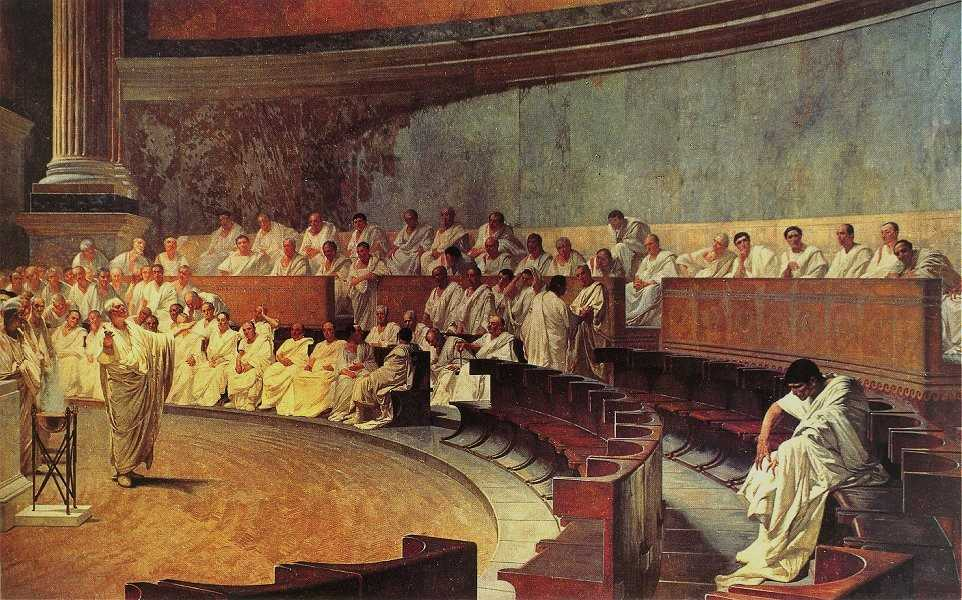
Чезаре Маккари. «Цицерон разоблачает Катилину» (1888)

Ора́торское иску́сство (красноре́чие, искусство красноречия) — искусство публичного выступления с целью убеждения. Ораторское искусство — это гармоничное сочетание риторики, приёмов актёрского мастерства (подача) и техник манипуляции.
Цель ораторского искусства — изложение оратором его позиции перед оппонентом или аудиторией, защита собственной точки зрения. Этой цели он достигает, используя подготовленную речь и технику ораторского мастерства.
Ораторское искусство и свойства ораторской речи изучает наука риторика.

## Естественное красноречие
Проявления естественной ораторской способности часто встречаются в повседневной жизни. Представим ситуацию: один человек идет по дороге, не видя угрожающей ему опасности, а другой, возвышая голос, предупреждает его о ней. Ещё пример. Один человек упал в воду, а другой поднимает крик, чтобы окружающие пришли на помощь. Примеры естественного красноречия можно встретить в деревнях, где люди общаются громко и эмоционально, почти кричат один другому («через улицу») или на рынке, где каждый сообщает что-то о своем товаре. Подобные проявления красноречия не требуют специальной подготовки. Голос в таких случаях возвышается естественно, под воздействием чувств и соответствующих обстоятельств.

## Ораторское искусство

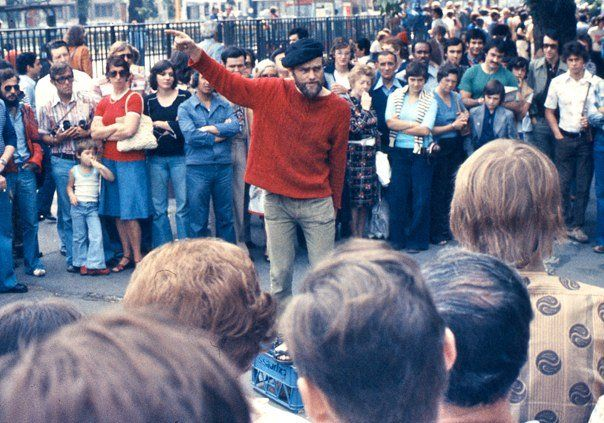
Оратор в Лондоне, 1974 год

Бывают ситуации, когда человеку нужно сказать что-то красиво и убедительно, а нужных эмоций в данный момент нет. Здесь требуются особые навыки управления собой, которые можно приобрести в процессе практического применения техник ораторского искусства. Ораторское красноречие, как особый вид искусства, возникло в античной Греции. Ни одна другая древняя культура — ни египетская, ни аккадская, ни китайская, ни индийская — не уделяет такого пристального внимания ораторике, как греческая, и не дают высоких образцов содержательного и стилистического совершенства диалектики и искусства устного слова. Ораторское искусство учит тому, как сделать обычную речь ораторской. Традиции современной ораторской речи берут истоки с античной риторики Древней Греции и Рима. Однако современные техники ораторского искусства исходят из условий технического развития человечества. Так, оратору сегодня помогают звуковые и визуальные средства, что делает его речь более эффектной, нежели сотни лет назад.

## Свойства ораторской речи
Ораторская речь — это вид монологической речи, употребляемый в ситуации, когда говорящий обращается к многочисленной аудитории с целью убеждения. Речь оратора имеет свои особенности построения композиции и стиля, а также особое соотношение языковых и неязыковых средств общения. Можно выделить несколько основных качеств, которые отличают ораторскую речь от других видов речи.
1. Оратор обращается к народу с ораторской речью — не только донести до слушателя информацию, но и получить ответную реакцию в виде заинтересованности (убедить) или каких-либо действий (побудить). Такая речь всегда имеет агитационный характер. Для этого оратор должен быть воодушевлён предметом своей речи и вкладывать в неё то, что он считает нужным и полезным для его слушателей.
2. Для того, чтобы речь тронула и заинтересовала аудиторию, важен авторитет говорящего или его особый психологический настрой. Чтобы побудить слушателей совершить какие-то действия, оратор, прежде всего, сам делает усилие, требующее особого напряжения воли. Это усилие чувствуется в речи оратора и передаётся его слушателям, побуждая их к действиям.

## Аргументация в ораторском искусстве
В ораторском искусстве, аргумент — это факты, данные исследований, события, практические примеры, направленные на доказательство тезиса.
В античной риторике Аристотель выделял три типа аргумента: этос, пафос, логос.
- Этос — этическая, нравственная позиция человека, готовящегося своей речью подвигнуть людей на определённые действия, призвать к изменению взглядов, отношения к предмету высказывания; этос самым прямым образом соотносится с чувством гражданской ответственности за сказанное или написанное слово.
- Логос — та важная для людей мысль, идея, которая должна стать предметом их активного размышления и усвоения на диалектическом уровне.
- Пафос — это соответствующая ситуации, цели высказывания, форма речевого выражения, в наибольшей степени способствующая пониманию и усвоению смысла высказывания.

В современной риторике Николай Овчаров определяет три формы аргументации:
- Теоретическая — общеизвестные факты, исследования, научные публикации, статистика.

- Практическая — практические примеры на своем или чужом опыте.

- Визуальная — сравнение с известным образом или событием.

## Влияние психики на качества ораторской речи
Между психикой и голосовым аппаратом человека существует прямая взаимосвязь. Если мысли и чувства, которые желает озвучить оратор, будут слабыми, неясными, робкими или неопределёнными, то и речь его будет такая же. Речевой аппарат будет работать неполноценно. Признаками такой неправильной работы являются прерывистое и поверхностное дыхание, монотонный голос, нечёткая артикуляция и ложная интонация. Для того, чтобы привести речевой механизм в полную «боевую готовность», необходимы яркие, живые мысли и готовность оратора ими поделиться. По мнению Поля Сопера, главная задача оратора — иметь, что сказать, и иметь глубокую потребность выразить это.